# KISS (sviluppo software)
KISS è un acronimo, usato in progettazione, che sta per "Keep It Simple, Stupid", ossia «lascia semplici le cose, stupido», o «falla facile, stupido». 
Altre varianti dello stesso acronimo includono: Keep It Sweet and Simple, Keep It Short and Simple e Keep It Simply Smart.

## Descrizione
In riferimento al codice sorgente di un programma significa non occuparsi delle ottimizzazioni fin dall'inizio, ma cercare invece di mantenere uno stile di programmazione semplice e lineare, demandando le ottimizzazioni al compilatore o a successive fasi dello sviluppo. Richiama in parte il principio filosofico del rasoio di Occam: «A parità di fattori la spiegazione più semplice è da preferire».